# حوار كلس
حوار كلس قرية سوريّة تتبع إداريّاً لمحافظة حلب منطقة أعزاز ناحية صوران، بلغ تعداد سكانها 438 نسمة حسب التعداد السكاني لعام 2004.